# 吉武大地
吉武 大地（よしたけ だいち、1979年2月28日 - ）は、日本の歌手、バリトン、俳優。埼玉県さいたま市（旧浦和市）出身。東京藝術大学音楽学部声楽科・イタリアミラノ音楽院卒業。ヴォーカルグループ「ESCOLTA（エスコルタ）」「ブラウエライター」オペラユニット「THE LEGEND（ザ・レジェンド）」の新リーダーを務めた。さいたま観光大使、佐賀市プロモーション大使のひとり。

## 来歴・人物
画家の父と歌手の母の下、幼少より芸術に触れる。3歳からピアノを習い子供ミュージカルに出演するなどするが、その後はスポーツ（テニス・水泳・野球・サッカーなど）に没頭。
高校3年の夏、国立競技場で三大テノール来日公演を聞き、声の素晴らしさ、歌うことの素晴らしさに感銘を受け、声楽家を志すこととなる。高校卒業後2年のブランクを経て、東京藝術大学に入学し声楽を学ぶ。大学卒業後はオペラの本場イタリア・ミラノに約1年半留学。
帰国後、男性ボーカルグループ「ESCOLTA」に加入。グループでの活動と並行し、ソロ歌手として『大地の詩』生声で歌うクラシックシリーズ『VOCE』などを定期的に開催。また音楽舞踏劇『プシケとゼウス』、浅利慶太プロデュース『ミュージカル李香蘭』、カゴメ劇場など多ジャンルにわたる舞台に積極的に出演。その他、男声ボーカルDUO「ブラウエライター」、オペラユニット「THE LEGEND」のメンバーとして活動の場を広げている。

## 略歴
1991年、さいたま市立常盤小学校を卒業。1994年、さいたま市立常盤中学校を卒業。在籍時はソフトテニス部所属で、卒業生として同中学の記念式典にも出席している。大東文化大学第一高等学校出身。卒業生として同高校の記念式典にも出席している。
1999年4月、東京藝術大学に入学。声楽を学ぶことはもちろん、それまで没頭していたテニスも続け交友関係を広げる。
2003年4月から2004年8月までイタリア・ミラノ音楽院に留学し、見聞を広げる。
2006年8月、ESCOLTAのオーディションに合格。2007年11月14日、ESCOLTAのメンバーとしてビクターエンタテインメントよりメジャー・デビュー。
2008年4月、さいたま市から「さいたま観光大使」を委嘱される。
2009年6月、初のソロコンサート『大地の詩 第一章』を開催。
2011年9月、東日本大震災を経て「Project Rising Sun」を発足。5年間という期間を決めてチャリティコンサートを行い、現地にピアノと音楽を届け続けた。
2012年9月、ソロ歌手としてCDデビュー。
2015年4月、東宝芸能に所属。俳優としての活動もスタート。ミュージカル、舞台に出演。
2016年3月、佐賀市から「佐賀市プロモーション大使」を委嘱される。
2018年1月1日、女優の小此木まりと入籍。
2019年11月、ブラウエライター「Blaue Reiter 〜青い騎士〜」でCDデビュー。
2020年4月、銀座YAMAHAホールにてオペラユニット「THE LEGEND（ザ・レジェンド）」の新メンバーオーディションに合格。
2020年9月30日、離婚。

## エピソード
大学の後輩であるESCOLTAのメンバー田代万里生から「テニスコートでしか見たことがない」と言われるほど、大学入学後は声楽だけではなく、テニスにも没頭。
ESCOLTAのオーディションにおいて、1ヶ月間で8kgの減量にも成功した。

## ディスコグラフィー
※『ESCOLTA』名義での活動については『ESCOLTA#ディスコグラフィー』項参照。

## メディア出演

### テレビ
- ソロモン流（2007年3月11日、テレビ東京）
- ザ・ワイド（2007年9月18日、日本テレビ）
- めざましテレビ（2007年11月11日、フジテレビ）
- さらさらサラダ（2008年1月30日、NHK名古屋）
- まるごと福岡とくテレ（2008年2月11日、NHK福岡）
- 題名のない音楽会（2008年2月24日、テレビ朝日）
- 日本の歌ふるさとの歌（2008年4月13日、NHK）
- ぐるっと関西おひるまえ（2008年8月30日、NHK大阪）
- THE 座（2008年9月25日、チバテレビ）
- ミューズの晩餐（2008年9月27日、テレビ東京）
- 日本の歌謡史を彩った作家達シリーズ 昭和の歌人たち 第16回 中村八大〜「黒い花びら」から上を向いて歩こう」〜（2010年3月21日・4月30日・5月5日、NHK BS2他）

### レギュラー番組
- ESCOLTA de escort（2007年10月6日 - 2009年3月28日、TOKYO FM、毎週金曜日25:00-25:30放送）
  - ESCOLTA de escort（2007年10月28日・11月11日・12月9日、2008年1月20日・2月17日・3月16日、FM AICHI・fm osaka、19:00-20:00放送）※TOKYO FMとは別プログラム
- Primo ESCOLTA（2008年8月3日、Nack5、19:00-20:00放送） - ゲスト出演

## 雑誌連載
- 女性ファション雑誌『InRed』〜ESCORT on STAGE〜（2007年 - 2008年）
- 雑誌『appeal+ing（2008年 - 2010年、アピーリング）』 - LAWSON 店頭限定
- フリーペーパー『Jam spot』（2008年 - ） - 山野楽器限定、毎月発行

## 舞台
2013年
- オペレッタ「こうもり」 - ファルケ（こうもり博士） 役

2014年
- オペレッタ「ルクセンブルク伯爵」 - バジール（侯爵） 役
- オペラ「蝶々夫人」 - 神官 役

2015年
- 浅利慶太プロデュース公演「ミュージカル李香蘭」 - 皇帝溥儀（ラストエンペラー） 役

2016年
- オペラ「ラ・ボエーム」 - 音楽家ショナール 役
- カゴメ劇場「アラジンと魔法のランプ」 - ランプの大魔神ラルク 役

## コンサート
※『ESCOLTA』名義での活動については『ESCOLTA#コンサート』項参照。
2015年
- 4月5日 - 「Voce Vol.24」吉武大地クラシカルソロコンサート（早稲田スコットホール）
- 4月25日 - 「ハートフルコンサート佐賀公演」（浪漫座（全2公演））
- 5月16日 - 「ハートフルコンサート大阪公演」（東梅田教会）
- 7月3日・4日 - 「大地の詩 第七章」吉武大地ソロコンサート（彩の国さいたま芸術劇場小ホール（全3回公演））
- 8月8日 - 「Voce Vol.25」吉武大地クラシカルソロコンサート（早稲田スコットホール）
- 9月19日 - 「Voce Vol.26」吉武大地クラシカルソロコンサート（早稲田スコットホール）
- 11月3日 - 「Voce Vol.27」吉武大地クラシカルソロコンサート（早稲田スコットホール）
- 11月25日 - 「吉武大地が歌う 〜映画音楽〜 名曲ファイル」ソロコンサート（浜離宮朝日ホール）
- 12月23日 - 「Voce Vol.28 〜X'mas Special〜」吉武大地クラシカルソロコンサート（大宮聖愛教会（全2回公演））
- 「ブレンド〜歌謡曲とバリトンの響宴〜」[いつ?]（川口リリア音楽ホール）※松原健之氏とジョイント
- 「バリトンの逆襲」[いつ?]（浜離宮朝日ホール）※宮原浩暢（LE VELVETS）とジョイント

2016年
- 1月24日 - 「秋夢乃&吉武大地ジョイントコンサート」昼夜（南青山マンダラ）
- 2月27日 - 「Voce Vol.29 〜Birthday EVE〜」吉武大地クラシカルソロコンサート（大宮聖愛教会（全2回公演））
- 3月9日 - 12日 - 東北支援「Rising Sun」コンサートツアー
- 3月27日 - 「Charity Concert Rising Sun 〜被災地とピアノで繋がろう〜 大阪公演」（URGE高槻）
- 4月2日 - 「Voce Vol.30」吉武大地クラシカルソロコンサート（早稲田スコットホール）
- 4月29日 - 「ハートフルコンサート佐賀公演」（浪漫座（全2回公演））
- 5月8日 - 「Charity Concert Rising Sun Vol.8 〜被災地とピアノで繋がろう〜 東京公演」（新宿文化センター小ホール）
- 5月13日 - 15日 - 「秋夢乃＆吉武大地ジョイントコンサート」東北公演
- 7月9日 - 「大地の詩 プレミアムコンサート」吉武大地ソロコンサート（彩の国さいたま芸術劇場音楽ホール（昼/夜公演））
- 8月28日 - 「Voce Vol.31」吉武大地クラシカルソロコンサート（早稲田スコットホール）
- 10月2日 - 「Voce Vol.32」吉武大地クラシカルソロコンサート（早稲田スコットホール）